# Lac Tchitogama
Le lac Tchitogama est un lac d'eau douce du bassin versant de la rivière Péribonka et du lac Saint-Jean, coulant dans la municipalité de Lamarche, dans la municipalité régionale de comté (MRC) de Lac-Saint-Jean-Est, dans la région administrative de la Saguenay-Lac-Saint-Jean, dans la province de Québec, au Canada.

## Géographie
Les principaux bassins versants voisins du lac Tchitogama sont :
- côté nord : ruisseau de la Chute Blanche, ruisseau Cleophe, rivière Péribonka, rivière Alex ;
- côté est : lac La Mothe, rivière Shipshaw, le Petit Bras ;
- côté sud : rivière Péribonka, rivière des Habitants, rivière aux Sables, rivière Saguenay, rivière des Aulnaies, rivière Mistouk ;
- côté ouest : rivière Péribonka, rivière Alex, rivière Brûlée, rivière Bernabé[1].

Le lac Tchitogama comporte une longueur de 13,2 km, une largeur maximale de 1,5 km dans sa partie Sud et une altitude de 171 m. Ce plan d’eau reçoit du côté Nord les eaux des ruisseaux de la Chute Blanche, Wells et Cléophe ; du côté Est, la rivière Blanche ; du côté Sud-Ouest, la décharge du Lac Miquet.
La partie nord comporte la baie des Bouchard (recevant le ruisseau de la Chute Blanche). Vers le milieu du lac, la pointe Wells (rattachée à la rive nord) fait face à la pointe à David (rattachée à la rive sud-ouest.
Le lac Tchitogama est situé entièrement en milieu forestier dans la municipalité de Lamarche. Il est enclavé entre les montagnes dont les principaux sommets atteignent 600 m à l’Est, 620 m à l’Ouest et 654 m au Nord.
L’embouchure du lac Tchitogama est localisée à :
- 35,7 km au nord de la rivière Saguenay ;
- 41,1 km au nord-est du centre-ville de Alma ;
- 43,2 km au nord-ouest du centre-ville de Saguenay ;
- 49,2 km au nord-est de l’embouchure de la rivière Péribonka ;
- 132,6 km au nord-ouest de l’embouchure de la rivière Saguenay[1].

À partir de l’embouchure du lac Tchitogama, le courant descend la rivière Péribonka sur 66,6 km généralement vers le Sud-Ouest, avant de se déverser sur la rive nord du lac Saint-Jean qu'il traverse sur 29,3 kmvers l'Est, suit le cours de la rivière Saguenay sur 155 km vers l'Est jusqu'à Tadoussac où il conflue avec le fleuve Saint-Laurent.

## Toponymie
Le toponyme « lac Tchitogama » est indiqué dans des documents cartographiques depuis le début du XXe siècle, sous la forme Tshitagama devenue Tchitogama. D'origine innue, le terme « Tchitogama » signifie « lac enfermé » ; cette désignation s’explique par la morphologie de ce lac fait tout en longueur. Ce plan d’eau se termine en pointe au Sud-Est, étant encaissé entre deux parois rocheuses.
Le toponyme de « lac Tchitogama » a été officialisé le 5 décembre 1968 par la Commission de toponymie du Québec, soit à la création de cette commission.

## Activités
La foresterie constitue la principale activité économique du secteur. Les activités récréotouristiques arrivent en second. Ce lac est situé tout près de la limite Ouest de la zec du Lac-de-la-Boiteuse. À la pointe d'Appel, situé à l’embouchure de ce lac, il existe un dépôt forestier et, à un peu plus de 3 km au Sud-Est, une scierie.
La rive sud-ouest du lac Tchitogama est desservie par le chemin Lachance, le chemin de la Dame Jeanne, la rue Principale et le chemin du Lac-Miquet surtout pour les besoins de la foresterie et des activités récréotouristiques,,.
La surface du lac Tchitogama est habituellement gelée de la fin novembre au début avril, toutefois la circulation sécuritaire sur la glace se fait généralement de la mi-décembre à la fin mars.